# Casa Memorială „George Enescu” din Liveni
Casa Memorială „George Enescu” din Liveni este un muzeu județean din Liveni, amplasat în str. George Enescu nr. 14. 
Imaginea artistului este întregită de piesele expuse în Casa Memorială ce-i poartă numele, de la Liveni, la 15 km de Dorohoi. Sunt expuse aici obiecte care țin de copilăria artistului - pianul, o vioara jucărie, trusa de culori pentru desen, un Moș Crăciun - jucărie și mai multe desene făcute de copilul George Enescu. Li se adaugă fotografii originale ale părinților, ale casei de la Cracalia, acte de proprietate aparținând lui Costache Enescu, precum și partituri muzicale din anii tinereții ai artistului și nu în ultimul rând fotografii care-l prezintă pe marele artist în compania unor mari muzicieni ai timpului, în țară și în diverse capitale ale Europei.
„Mă trag din părinți români și m-am născut la Liveni, județul Dorohoi, în inima Moldovei... Locuiam într-o casă mică cu pridvor de lemn vopsit, unde se uscau funiile de ceapă la soare. Și acum mai văd țăranii, în cămăși albe, cu ilice albastre, cum cântau în asfințit...  ...Aceasta este cu adevărat țara mea, iar imaginea ei am dus-o cu mine”
Astfel se mărturisea George Enescu în memoriile sale, plecat de pe aceste meleaguri, avea să cucerească lumea cu farmecul cântecului său, a viorii sale, a baghetei sale dirijorale. Casa mică cu pridvor de lemn vopsit, refăcută, găzduiește din 1968 un muzeu care prezintă atmosfera copilăriei lui George Enescu.
Mobilier aparținând părinților, scoarțe moldovenești, atinse de patima vremii, cuptorul pe care s-a născut genialul muzician, fotografii de familie și nu în ultimul rând obiecte care i-au aparținut, redau trecerea pe aici a celui care începând cu vârsta de 5 ani și până la sfârșitul vieții, urma sa uimească mereu lumea.
Clădirea muzeului este declarată monument istoric, având codul BT-IV-m-A-02048. 

## Fotogalerie

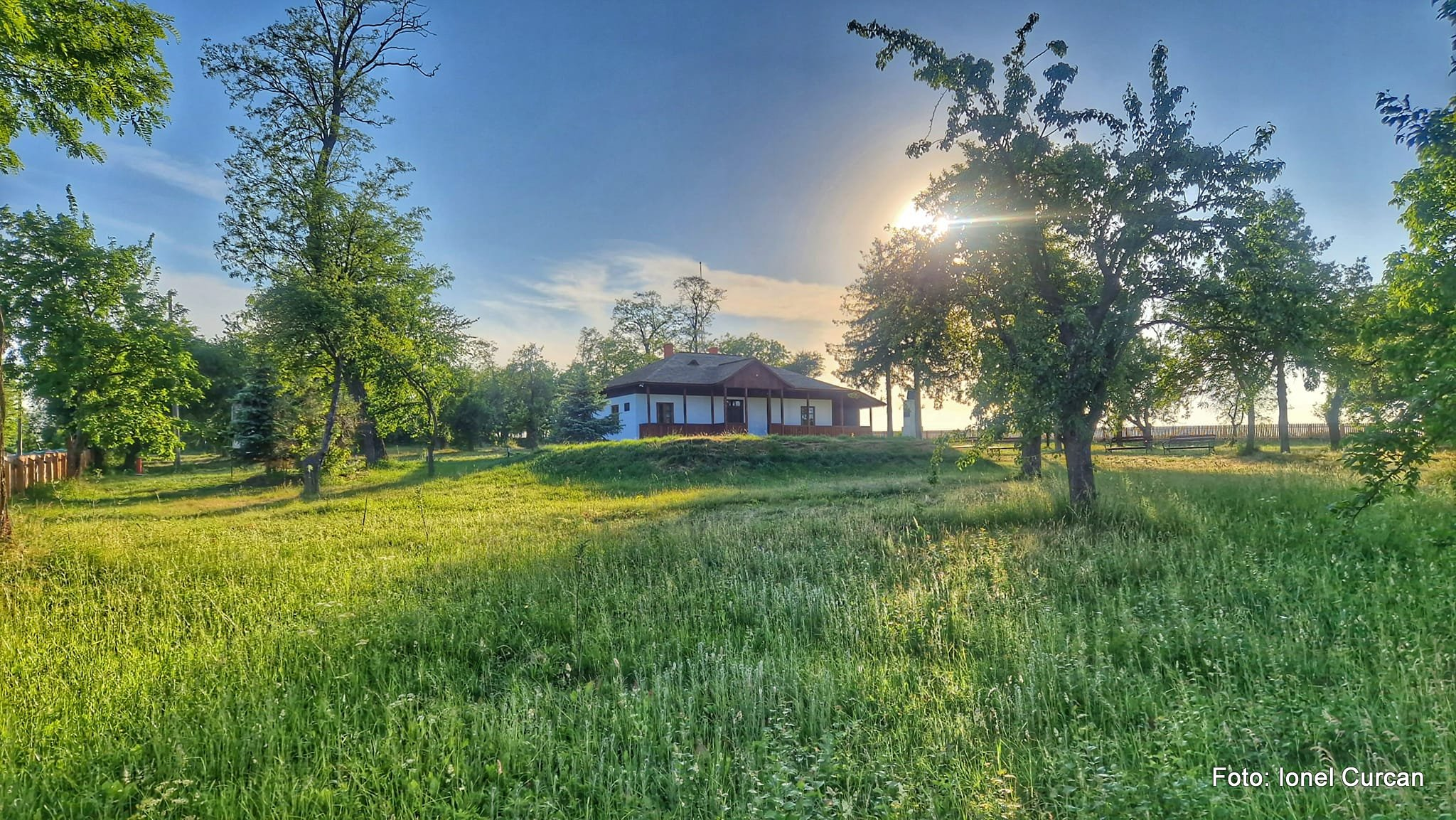
Casa Memorială „George Enescu” din Liveni
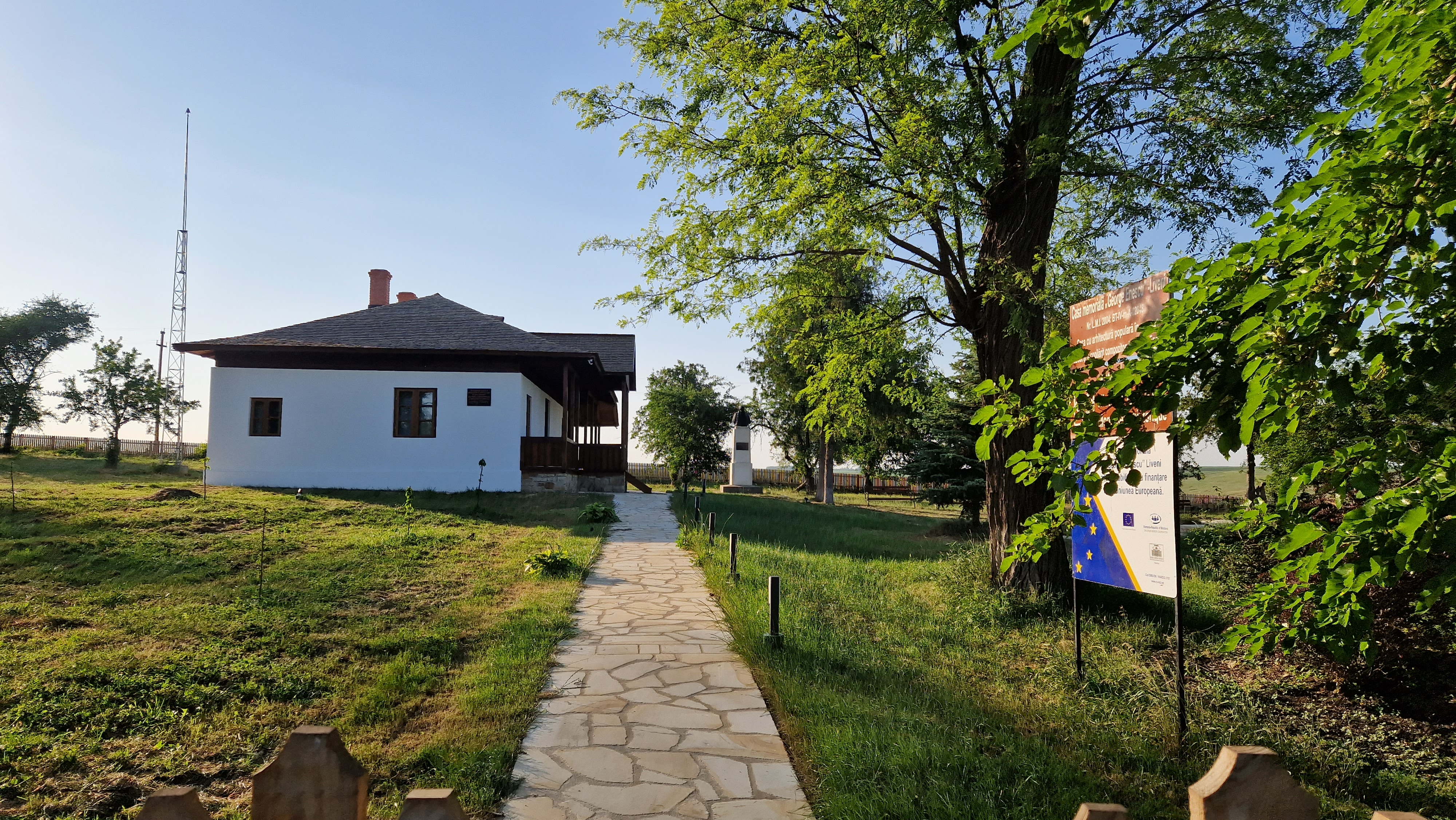
Casa Memorială „George Enescu” din Liveni
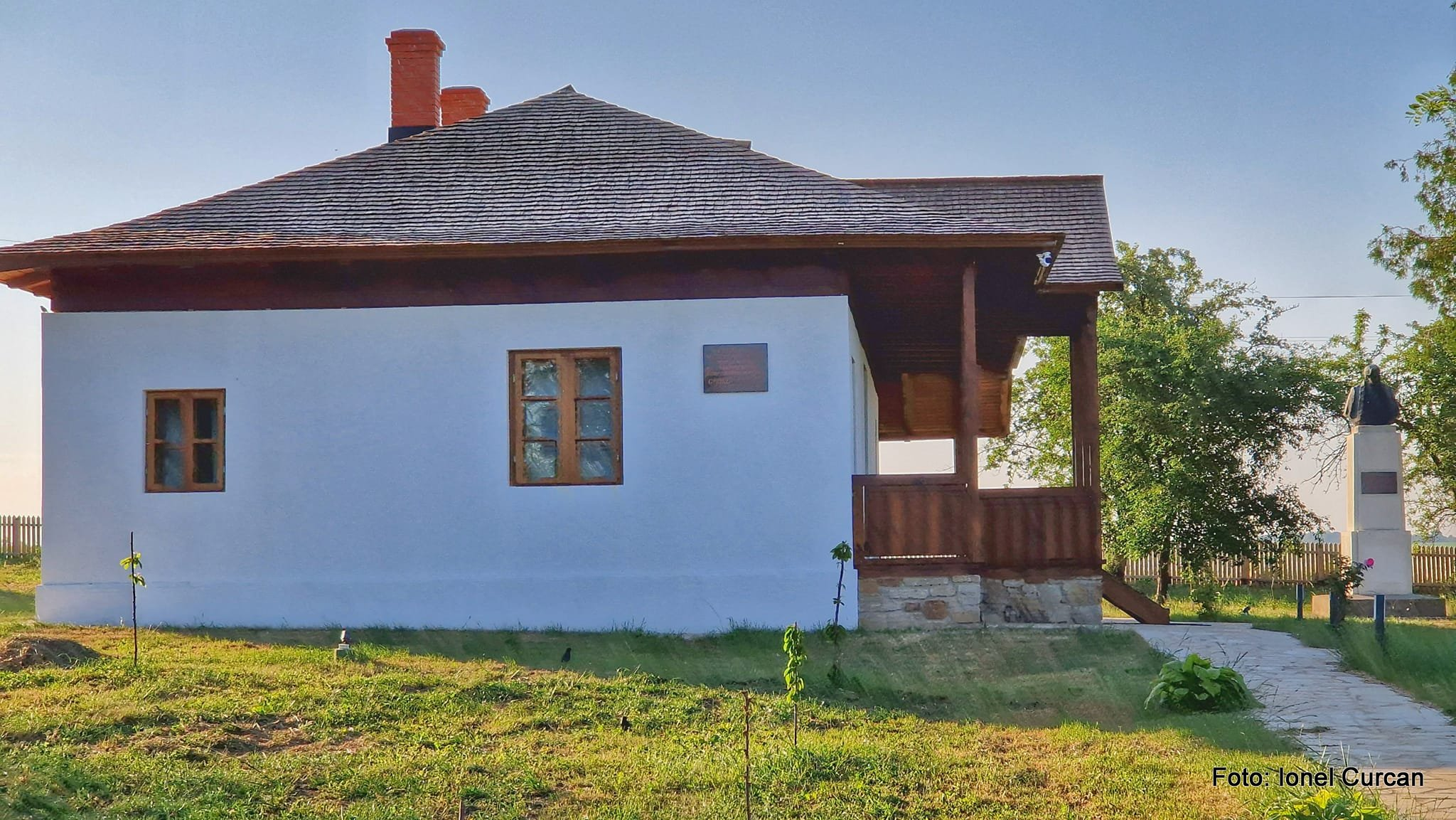
Casa Memorială „George Enescu” din Liveni
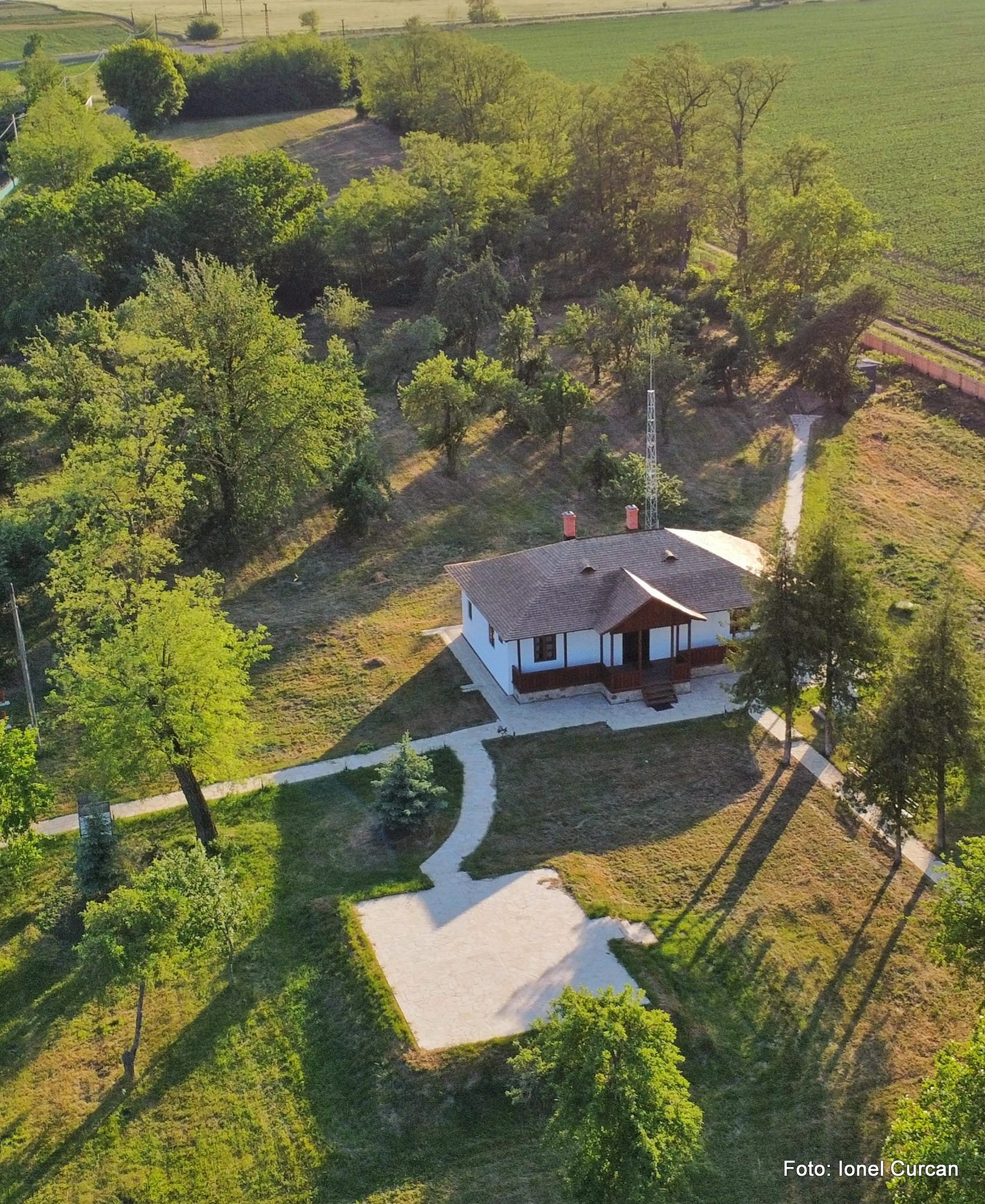
Casa Memorială „George Enescu” din Liveni, văzută de sus
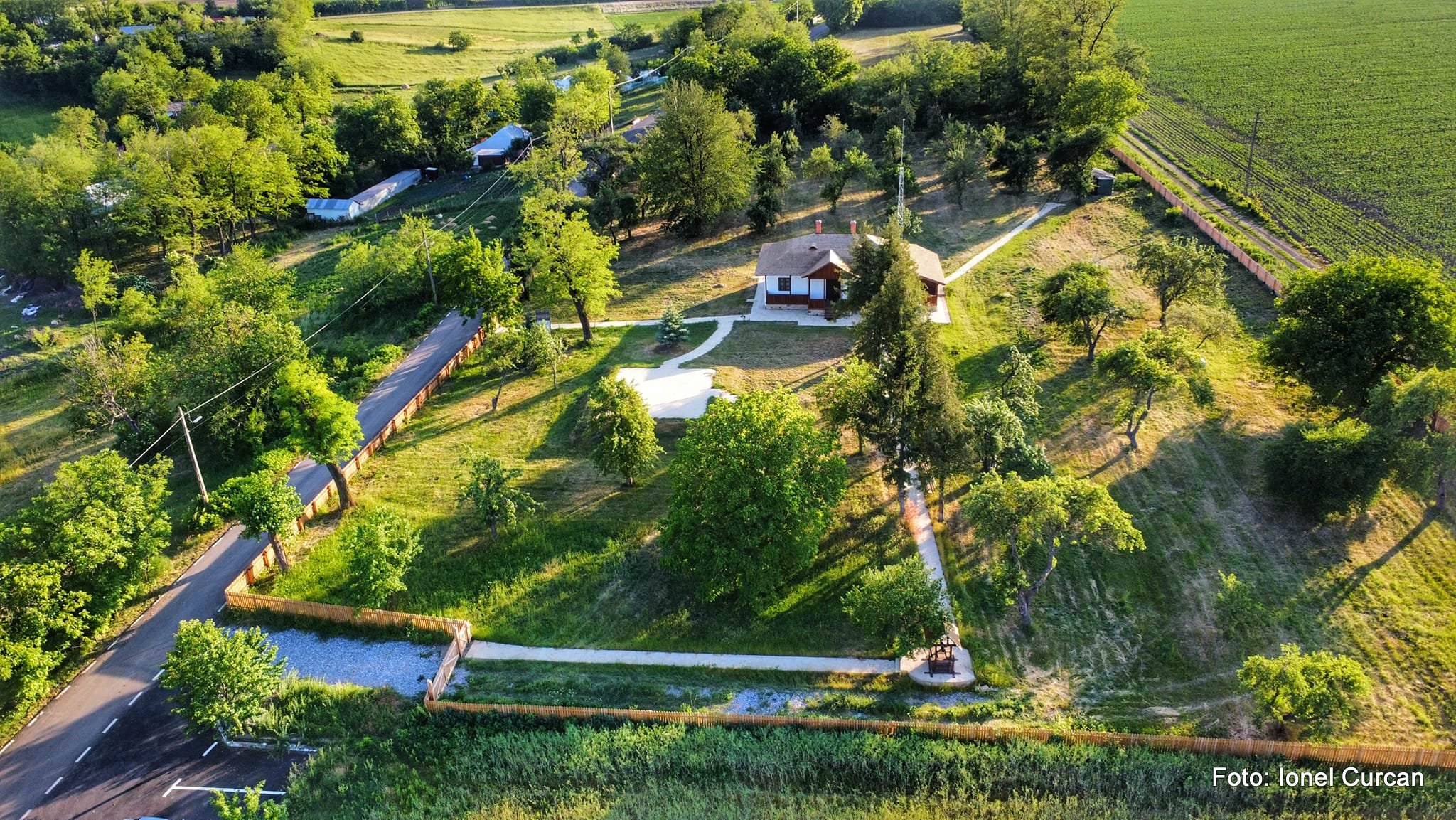
Casa Memorială „George Enescu” din Liveni, văzută de sus
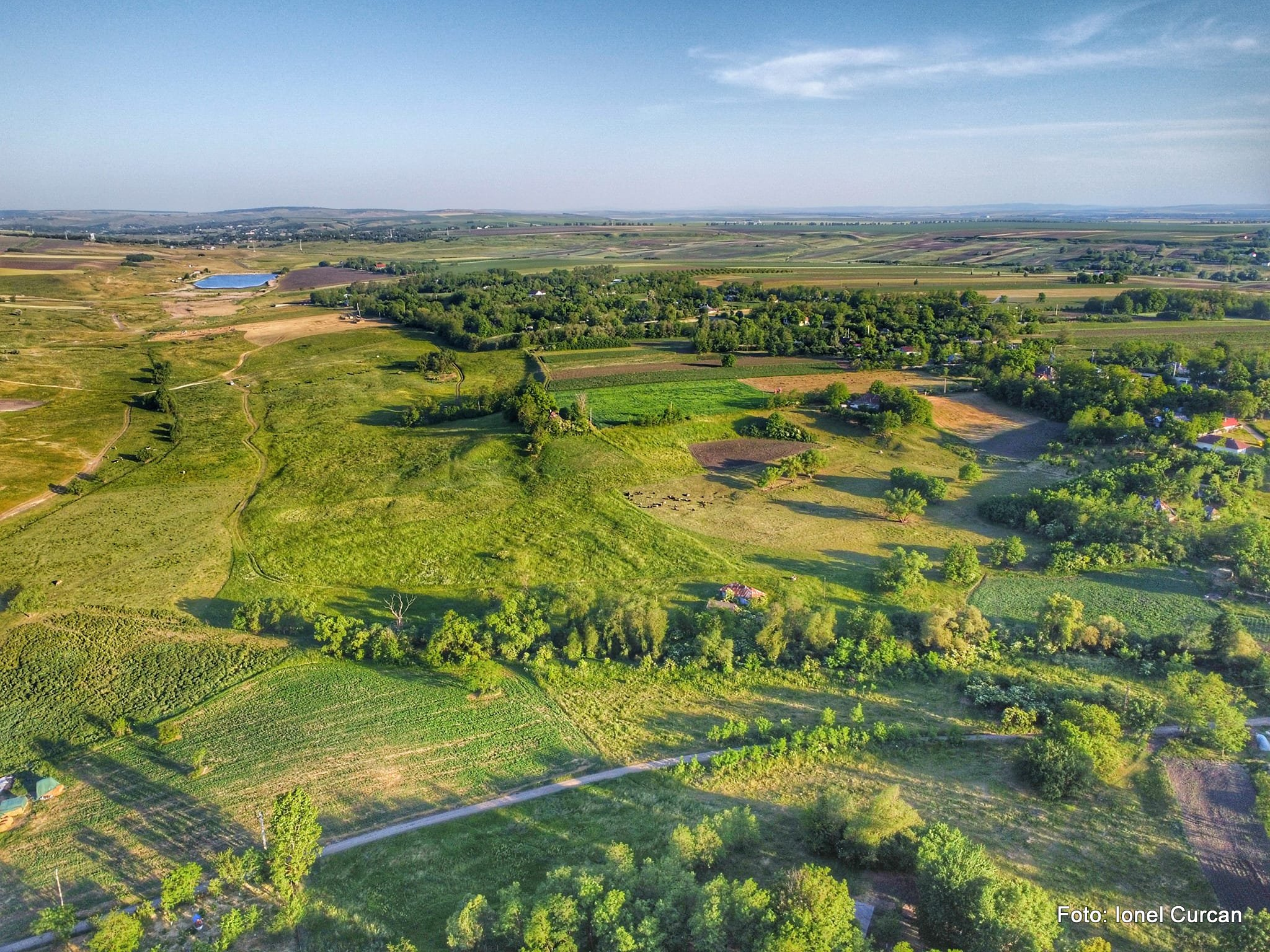
Satul natal și împrejurimile unde a copilărit George Enescu
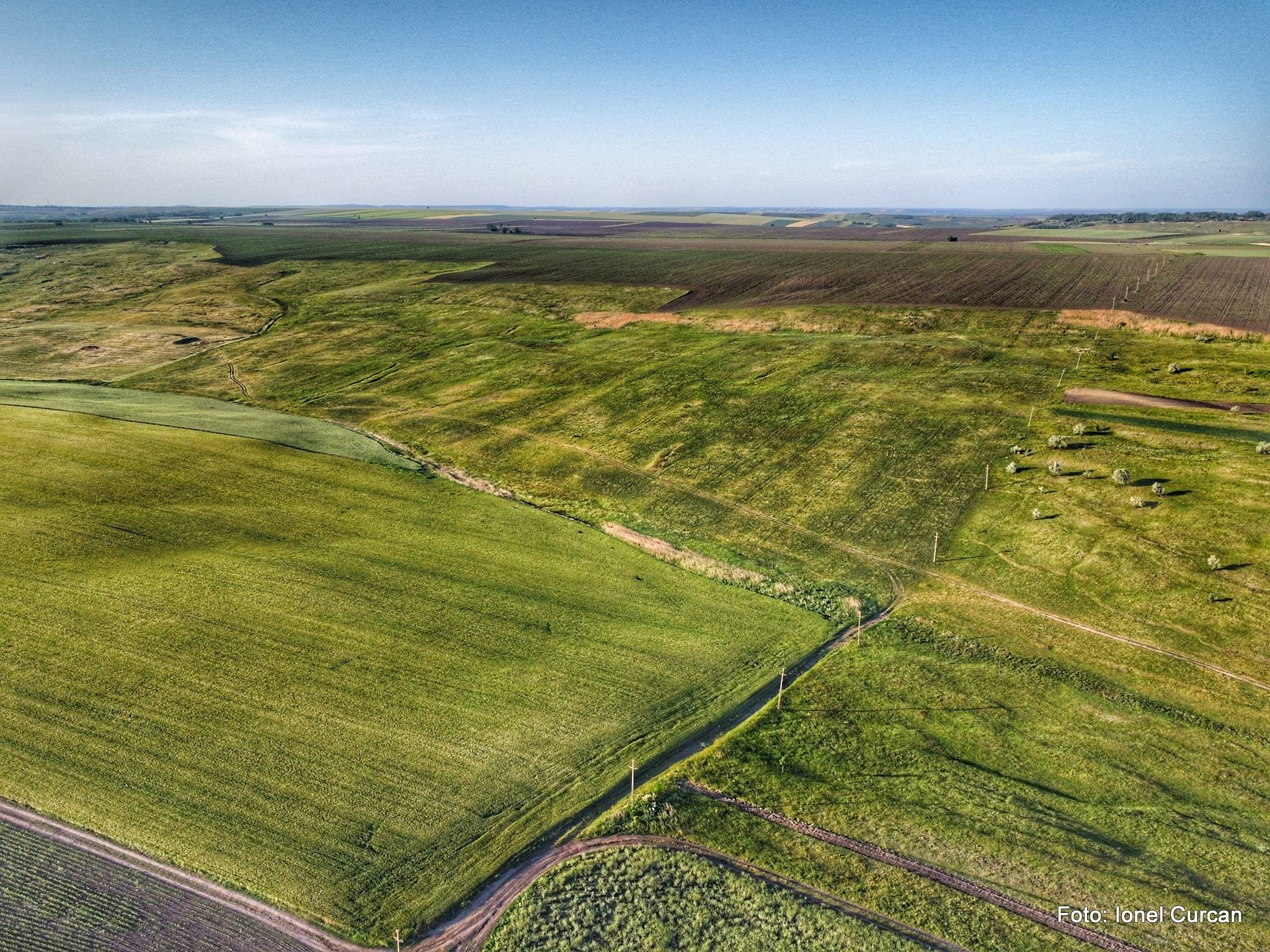
Împrejurimile unde a copilărit George Enescu
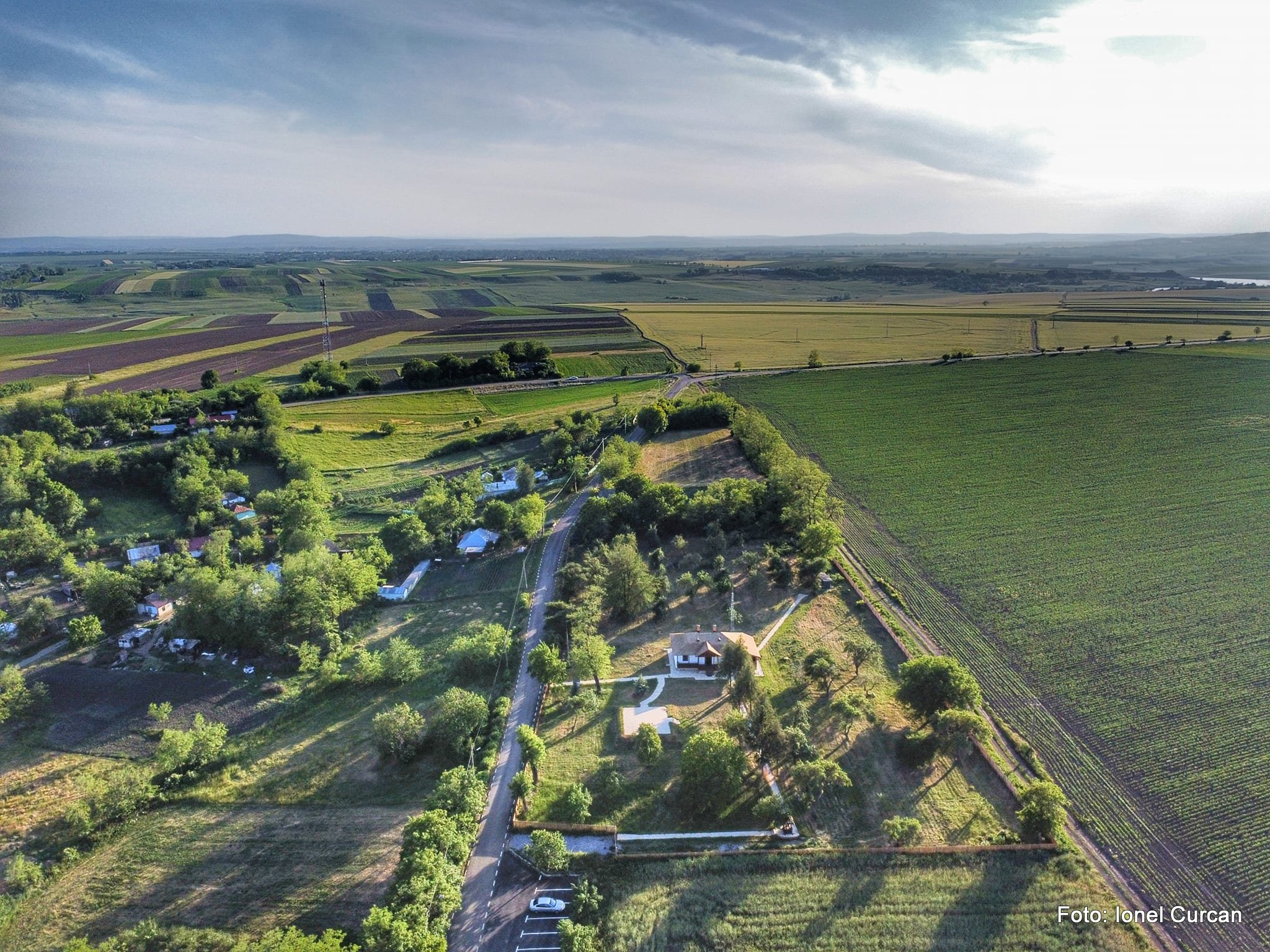
Satul natal și împrejurimile unde a copilărit George Enescu
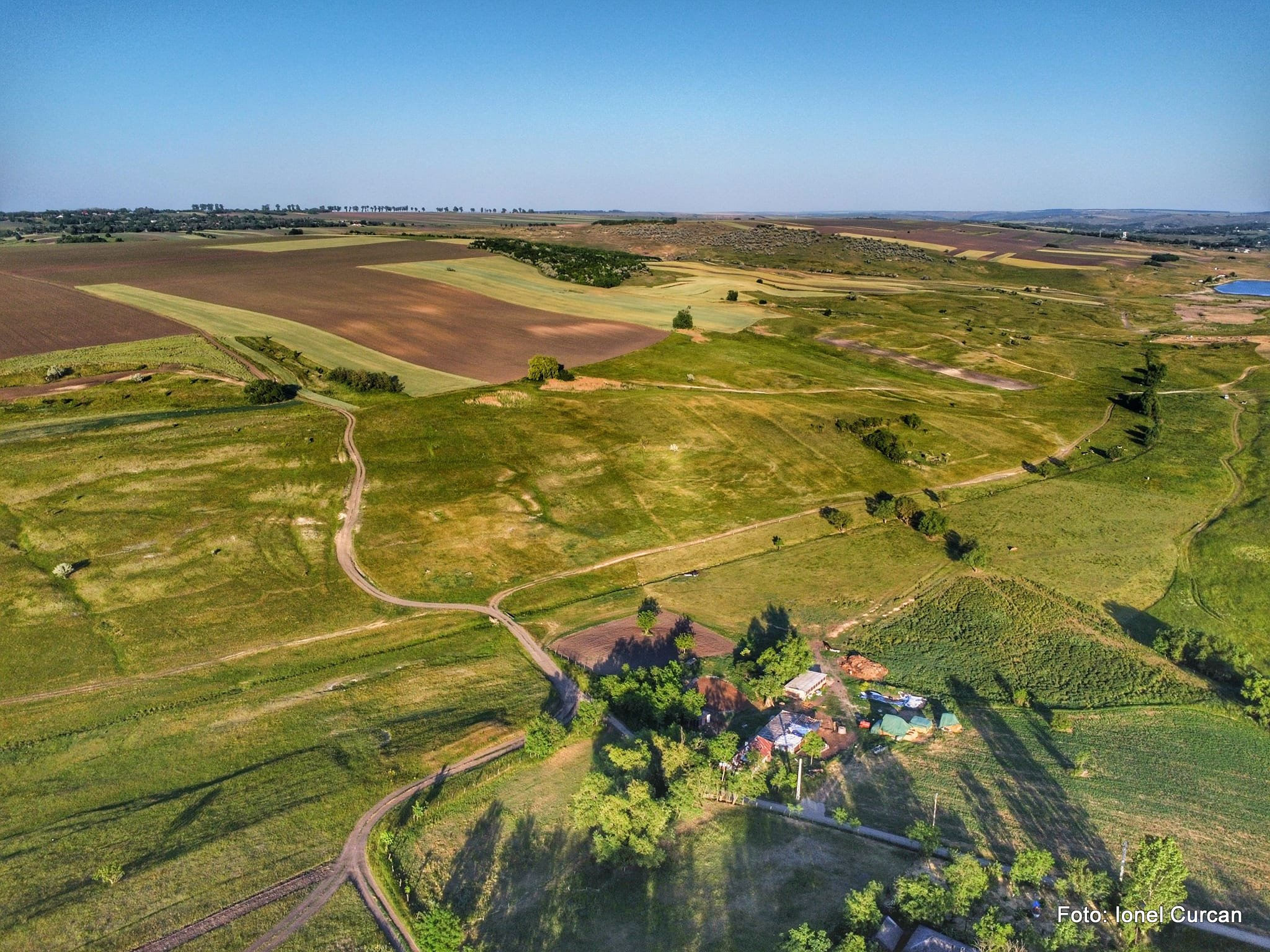
Satul natal și împrejurimile unde a copilărit George Enescu